# Bennatti, Mandya
Bennatti là một làng thuộc tehsil Mandya, huyện Mandya, bang Karnataka, Ấn Độ.